# Ethnohistoire
L'ethnohistoire est, en anthropologie, une science humaine qui étudie l'histoire d'un point de vue ethnologique et l'ethnologie d'un point de vue historique.
- D'une part, elle décrit comment les langues, musiques, cuisines, costumes, coutumes, traditions et/ou croyances, arts, artisanats, habitats et savoirs peuvent servir aux historiens à prendre en compte les aspects ethnologiques de l'évolution des groupes humains.

- D'autre part elle décrit comment la constante évolution de l'identité des groupes ethniques se confronte au reste du monde, la communauté elle-même pouvant y être plus ou moins attachée, la revendiquer ou bien s'en détacher plus ou moins complètement (acculturation, assimilation, syncrétisme), pouvant ainsi servir aux ethnologues à élaborer une perspective historique.

## Auteurs et travaux

### En France
- L'archéologue et anthropologue français spécialiste des Celtes Henri Hubert (1872-1927).
- L'archéologue et ruraliste marxiste français Charles Parain (1893-1984)
- l'ethnohistorien et archeologue Jean-Marie Pesez
- Le sociologue et anthropologue français Roger Bastide (1898-1974).
- Le géographe géomorphologue et ethnohistorien français spécialiste du peuple autochtone inuit du  Grand Nord, fondateur de la collection Terre Humaine chez Plon, Jean Malaurie (1922-)
- Le juriste et historien ruraliste français Pierre Lamaison (1946-2001)
- L'historien et anthropologue français, spécialiste de la mésoamérique Christian Duverger (1948-  ).
- L'historien et anthropologue français Nathan Wachtel (1935-  ) - EHESS -
- L'historienne et anthropologue française Thérèse Bouysse-Cassagne (1942-  ) - EHESS -
- L'ethnologue océaniste français Serge Tcherkézoff (1948- )
- L'ethnohistorienne américaniste Joëlle Rostkowski.
- L'ethnologue français Pierre Grenand, spécialiste des amérindiens de Guyane française[1].

### En Italie
- L'historienne italienne Giulia Bogliolo Bruna (1952 -)

### Au Canada
- L'anthropologue canadien Pierre Beaucage.
- L'écrivain, enseignant et anthropologue canadien Roland Viau (1954-  )

### Aux États-Unis
- L'archéologue et anthropologue américaine Susan Gillespie (1952-  )

### Henri Hubert
- Henri Hubert, Les Celtes, réédition éd. Albin Michel, 2001, col. Bibliothèque de l'Évolution de l'Humanité, 733 p.  (ISBN 2-226-12260-5)

### Nathan Wachtel
- Nathan Wachtel, La vision des vaincus. Les indiens du Pérou devant la Conquête espagnole, 1530-1570, éd. Gallimard, 1971, 395 p.  (ISBN 978-2-07-032702-7)
- Nathan Wachtel, Le retour des ancêtres. Les Indiens Urus de Bolivie, XXè-XXIè siècles, essai d'histoire régressive, éd. Gallimard, 1990.

### Pierre Grenand
- Pierre Grenand, Ainsi parlaient nos ancêtres. Essai d'ethnohistoire wayãpi, éd. ORSTOM, Paris,  1982, 408 p.  (ISBN 2-7099-0656-2)

#### Anthropologie
- Anthropologie historique
- Anthropologie politique
- Ethnolinguistique

#### Ethnologie
- Ethnologie, Ethnographie
- Ethnie, Ethnonyme (Endonymie, Exonymie, Autoethnonyme)
- Ethnogenèse, Ethnocide, Génocide, Génocide culturel
- Peuple autochtone
- Autochtone , Allochtone, Indigène, Aborigène
- Histoire de la famille

#### Histoire
- Protohistoire, Antiquité, Civilisations de l'Antiquité et de la Protohistoire, Liste des peuples anciens
- Histoire des groupes ethniques et culturels en France
- Génocide des peuples autochtones, Linguicide, Écocide
- Diaspora
- Liste d'historiens

#### Droit international
- Anthropologie juridique, Coutume, Savoirs traditionnels
- Droit des peuples autochtones (Déclaration des droits des peuples autochtones)
- Terra nullius, Doctrine de la découverte, Colonialisme, Colonisation, Décolonisation, Droit des peuples à disposer d'eux-mêmes

#### Études théoriques
- Études postcoloniales, Études décoloniales, Guerres de l'histoire

#### Méthodologie
- Méthodes scientifiques de l'archéologie, Historiographie, Histoire familiale